# Aron Skrobek

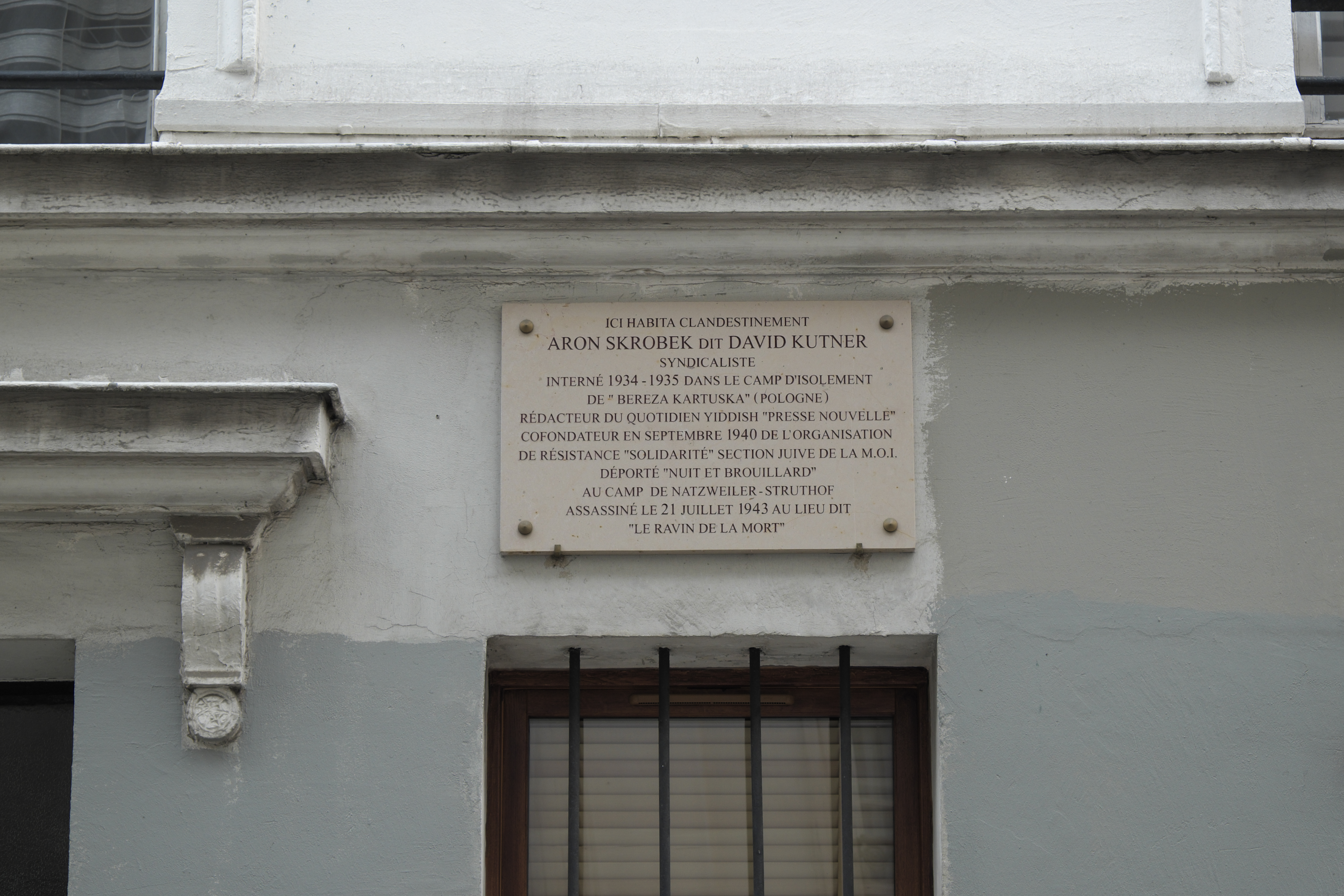
Paris, Rue des Trois-Frères n° 4

Aron Skrobek (ur. 14 stycznia 1889 – zm. 21 lipca 1943) – dziennikarz, członek Komunistycznej Partii Polski, osadzony w obozie w Berezie Kartuskiej, członek francuskiego ruchu oporu.
Działalność polityczną rozpoczął od członkostwa w lewicowej żydowskiej partii Bund i KPP. Po aresztowaniu za prowadzoną działalność polityczną został więźniem obozu w Berezie Kartuskiej.
Po wybuchu II wojny światowej trafił do Francji, gdzie został aktywnym członkiem francuskiego ruchu oporu. W 1943 został aresztowany przez francuską policję i przekazany niemieckim władzom okupacyjnym. Został zamordowany w obozie koncentracyjnym Natzweiler-Struthof.